# Bauernhof Altlindenau 33 (Radebeul)
Der Bauernhof Altlindenau 33 liegt am Ende der Dorfstraße des Stadtteils Lindenau der sächsischen Stadt Radebeul, dort wo in Richtung Friedewald die Straße Altlindenau nach links verschwenkt und der Friedewaldweg beginnt.

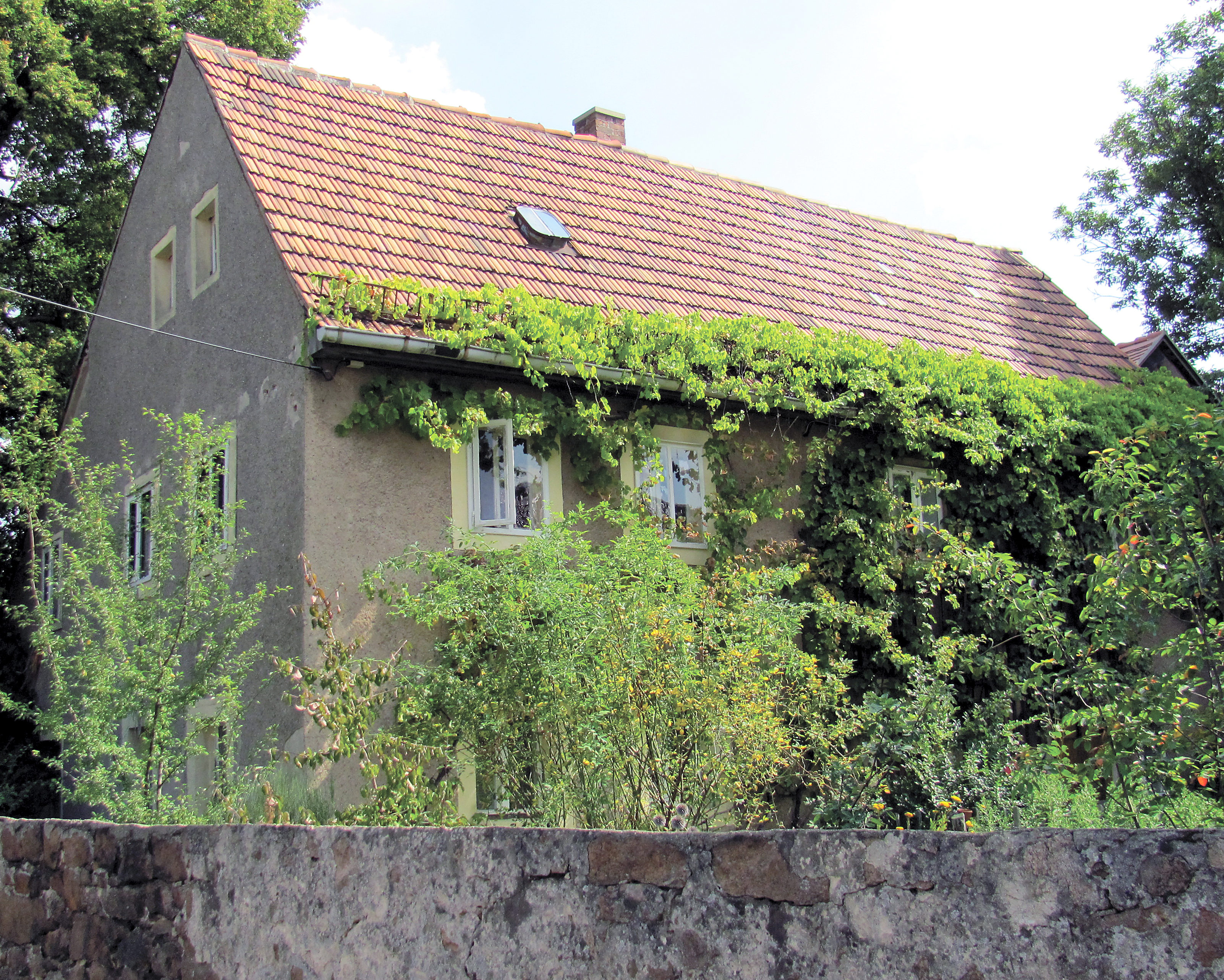
Bauernhof Altlindenau 33: Haupthaus

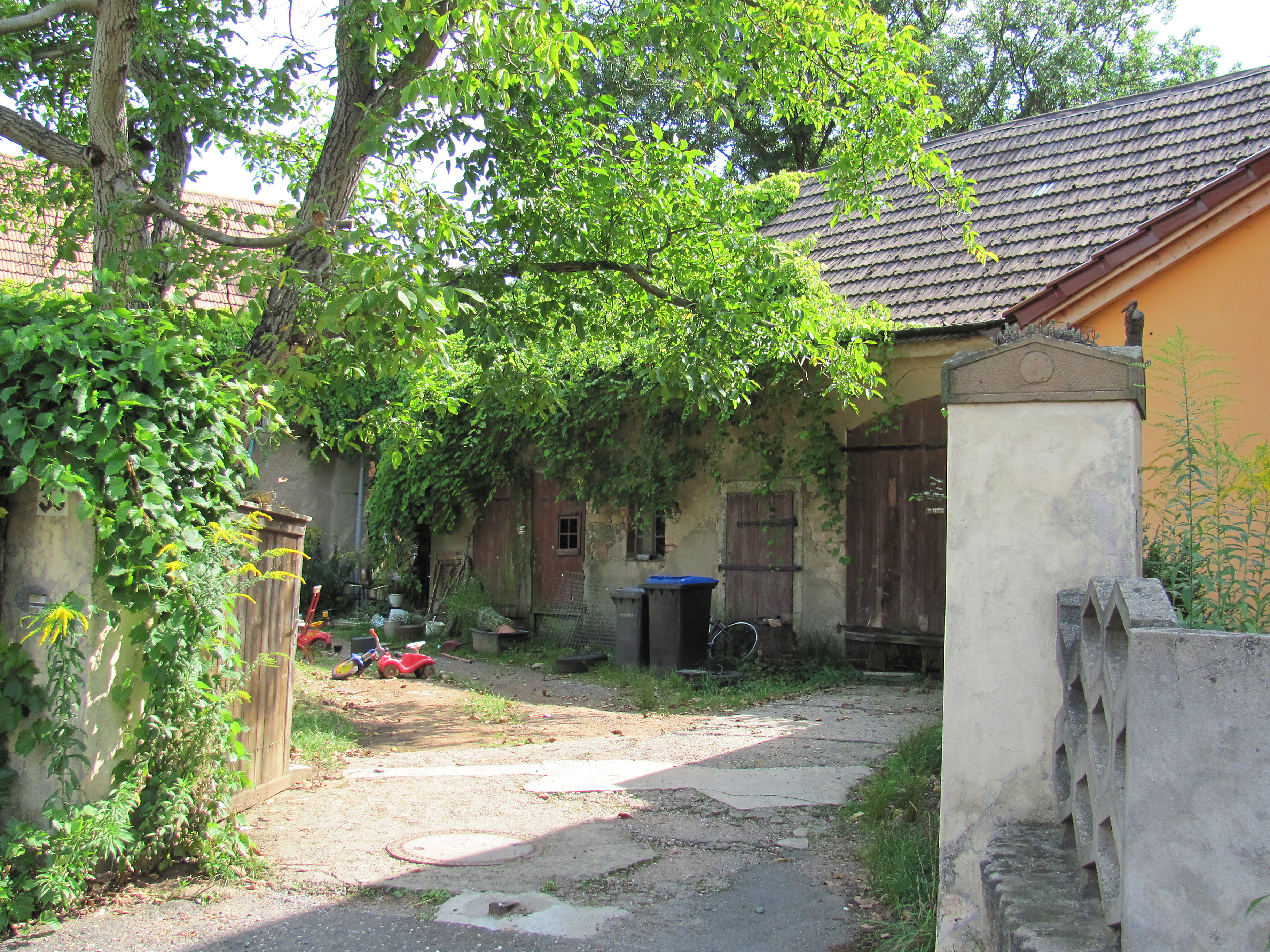
Bauernhof Altlindenau 33: Scheune und Tor

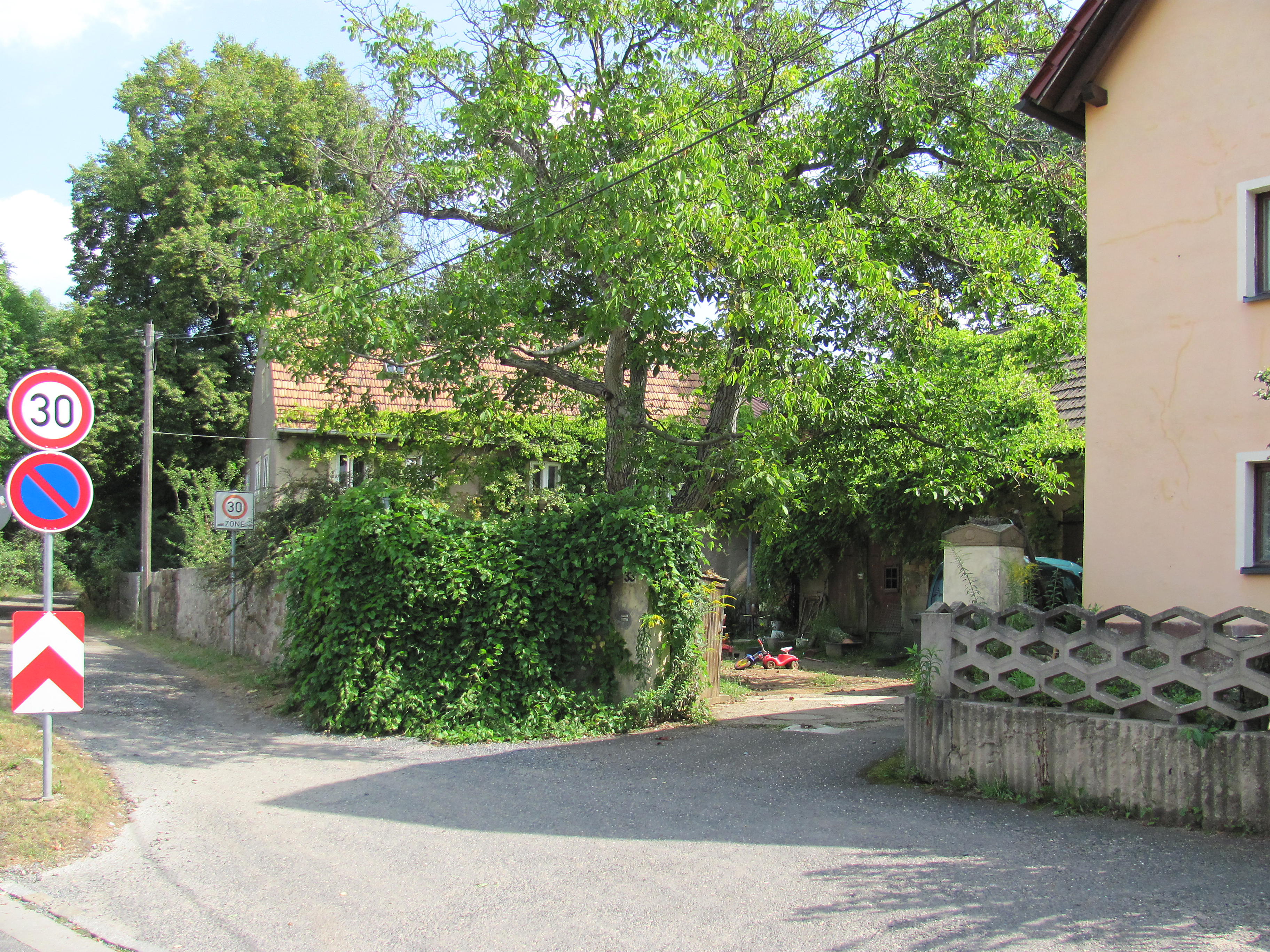
Gesamthof mit Friedewaldweg

## Beschreibung
Der kleinere Bauernhof, bestehend aus Wohnhaus links, Scheune rechts und Einfriedung mit Toreinfahrt, steht insgesamt unter Denkmalschutz.
In der westlichen Grundstücksecke, unmittelbar am das Grundstück nach Südwesten begrenzenden Nachbargebäude, stehen die mächtigen Pfeiler der Einfahrt. Diese werden von Bischofsmützen-ähnlichen Köpfen bekrönt, deren Aufwölbungen jedoch aus Dreiecksgiebelchen bestehen. Von der Einfahrt aus geht es auf den sich in nordöstlicher Richtung erstreckenden Innenhof, auf dem ein mächtiger Walnussbaum steht. Auf der Nordwestseite, direkt am Friedewaldweg, verläuft die hohe Einfriedungsmauer aus Bruchstein. Die Südostseite des Hofs wird durch die traufständige, im Jahr 1876 neu errichtete Scheune mit Satteldach begrenzt. Das Scheunentor ist stichbogig.
Der Innenhof wird auf der Nordostseite durch das Wohnhaus begrenzt. Dieses steht rechtwinklig zur Scheune und damit giebelständig zur Straße und der Einfriedung. Das um 1850 gebaute Bauernhaus ist zweigeschossig und hat ebenfalls ein Satteldach, das mit Dachziegeln gedeckt ist. Auf der traufseitigen Rückseite ist das Dach bis zum Erdgeschoss abgeschleppt. Beide Gebäude sind verputzt.